# 奥田修
奥田 修（おくだ おさむ、1963年4月5日 - ）は、日本の実業家。中外製薬代表取締役社長兼最高経営責任者、日本製薬工業協会副会長。

## 人物・経歴
岐阜県出身。1982年岐阜県立岐阜高等学校卒業。1987年岐阜薬科大学薬学部卒業、中外製薬入社。2008年中外製薬ライフサイクルマネジメント第二部長兼ライフサイクルリーダー。2011年ロシュ・プロダクツ・アイルランド社長。2013年中外製薬営業本部オンコロジーユニット長。2014年中外製薬執行役員営業本部オンコロジーユニット長。2015年中外製薬執行役員経営企画部長。2017年中外製薬上席執行役員経営企画部長。2018年中外製薬上席執行役員プロジェクト・ライフサイクル マネジメント共同ユニット長。2020年中外製薬代表取締役社長・最高執行責任者。2021年中外製薬代表取締役社長・最高経営責任者、日本製薬工業協会副会長。